# 短穗天料木
短穗天料木（学名：Homalium breviracemosum）为大风子科天料木属下的一个种。